# Cyanopterus crassicornis
Cyanopterus crassicornis är en stekelart som först beskrevs av Szepligeti 1915.  Cyanopterus crassicornis ingår i släktet Cyanopterus och familjen bracksteklar. Inga underarter finns listade i Catalogue of Life.